# Grünburg
Grünburg osztrák község Felső-Ausztria Kirchdorf an der Krems-i járásában. 2019 januárjában 3855 lakosa volt. 

## Elhelyezkedése

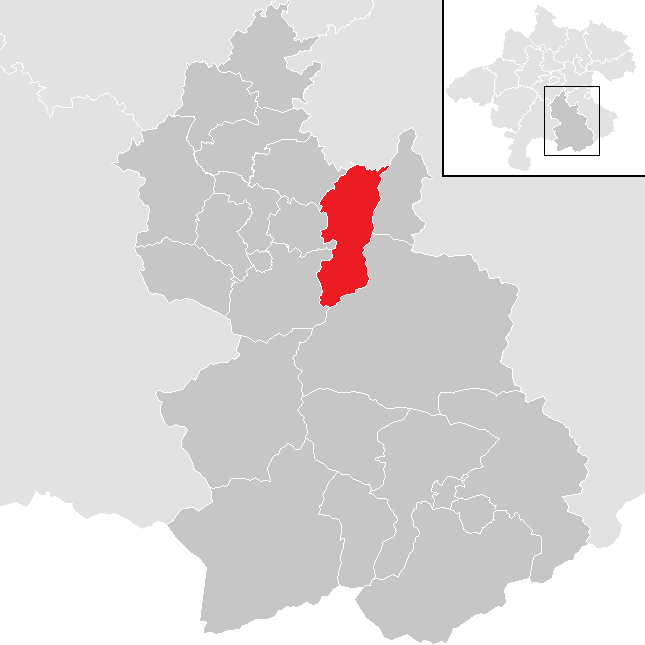
Grünburg a Kirchdorf an der Krems-i járásban

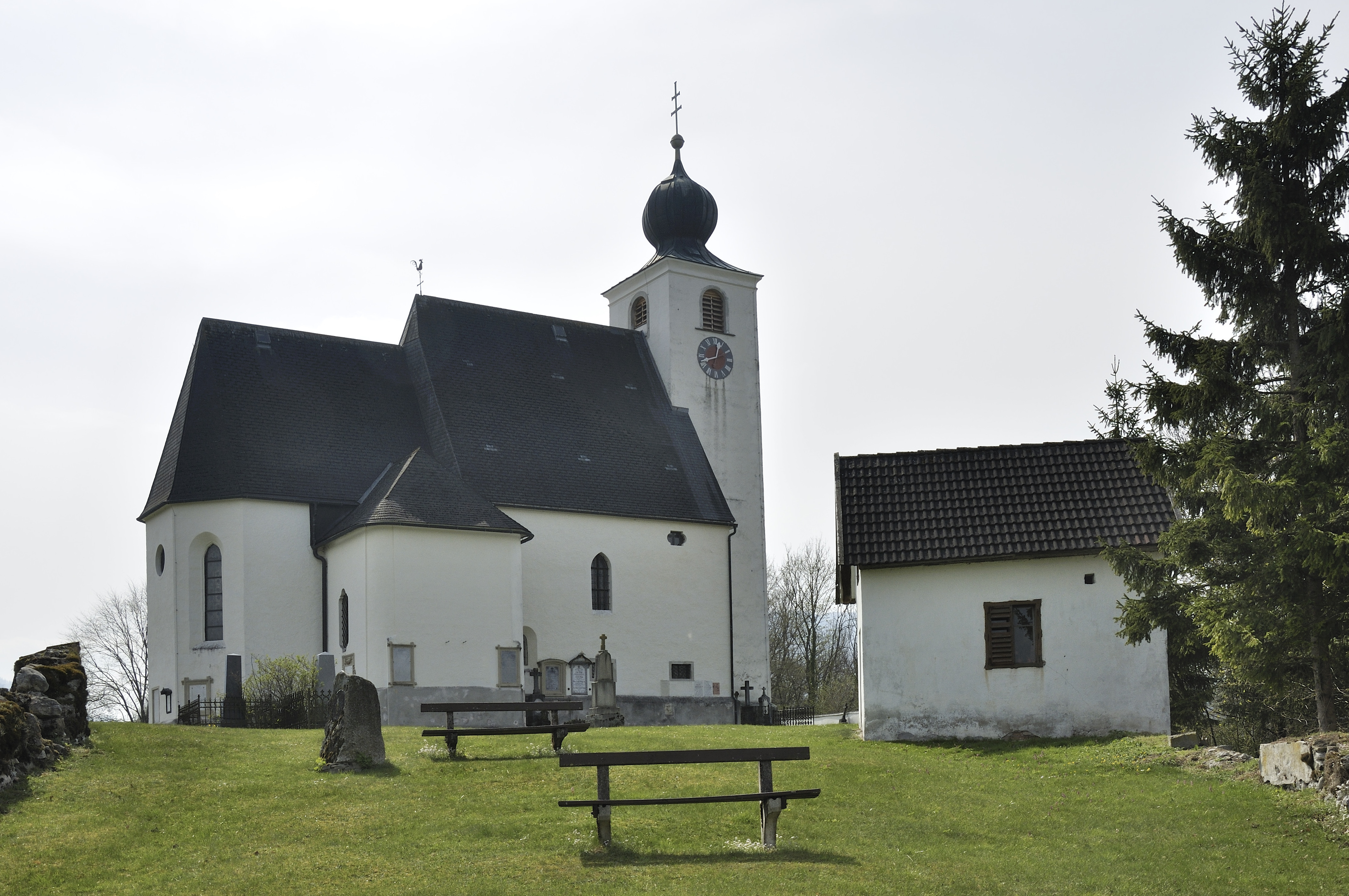
A Szt. György-plébániatemplom Obergrünburgban

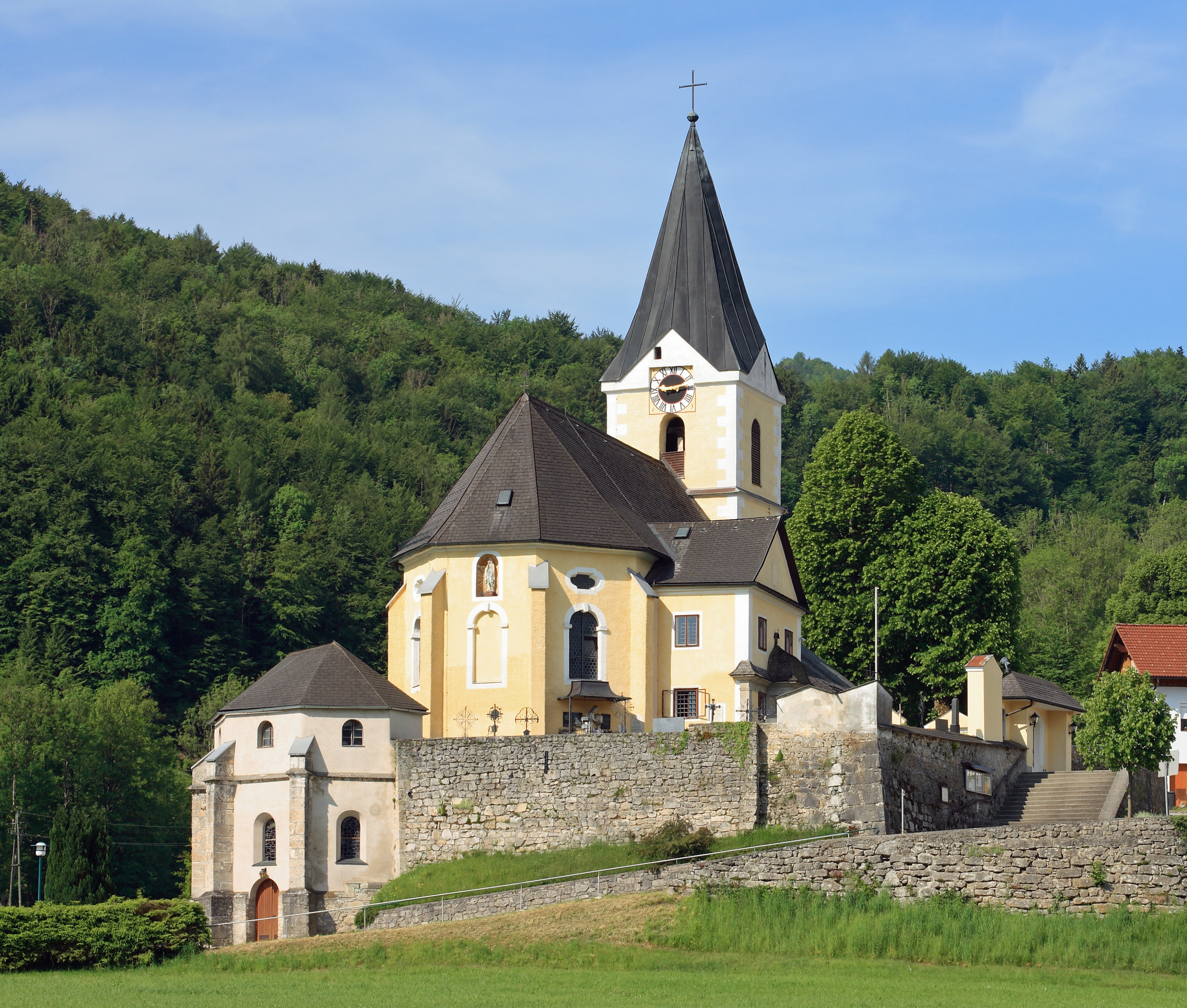
A leonsteini Szt. István-plébániatemplom

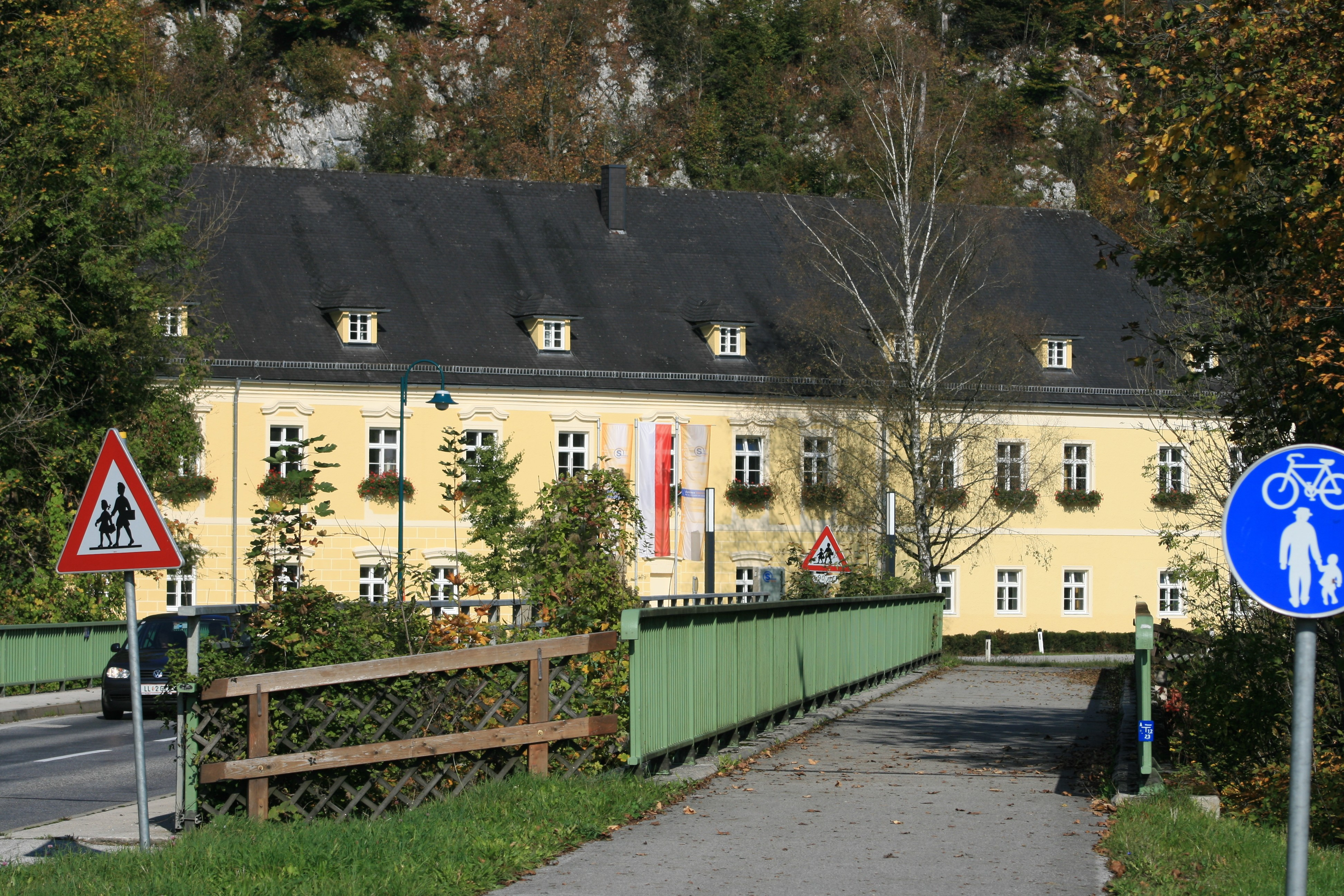
A leonsteini kastély

Grünburg Felső-Ausztria Traunviertel régiójában fekszik a Steyr folyó bal partján. Területének 48,4%-a erdő és 41,2% áll mezőgazdasági művelés alatt. Az önkormányzat 5 településrészt, illetve falut egyesít: Untergrünburg (763 lakos 2019-ben), Obergrünburg (506), Wagenhub (510), Pernzell (297) és Leonstein (1779). 
A környező önkormányzatok: keletre Steinbach an der Steyr, délkeletre Molln, délnyugatra Micheldorf in Oberösterreich, nyugatra Oberschlierbach, északnyugatra Nußbach, északra Adlwang, északkeletre Waldneukirchen.

## Története
1130-ban már említenek egy várat az obergrünburgi templomhegyen, a mai templom helyén. Leonstein 1140-ben jelenik meg az oklevelekben, de valószínűleg jóval korábban alapították. A régió eredetileg Bajorország keleti határvidékéhez tartozott, a 12. században került az Osztrák Hercegséghez. 1490-ben az Ennsen túli Ausztria hercegségéhez sorolták. A napóleoni háborúk során több alkalommal megszállták. A 18. század végéig az egyházközséget Grienbergnek hívték és a mai községi központ, Untergrünburg Steinbachhoz tartozott. A községi önkormányzat az 1848-as bécsi forradalmat követő közigazgatási reform után jött létre, ekkor kapcsolták hozzá Leonstein egyházközségét is. 
1918-tól Grünburg Felső-Ausztria tartomány része. Miután a Német Birodalom 1938-ban annektálta Ausztriát, az Oberdonaui gauba osztották be, majd a második világháború után visszakerült Felső-Ausztriához.

## Lakosság
A grünburgi önkormányzat területén 2019 januárjában 3855 fő élt. A lakosságszám 1981 óta gyarapodó tendenciát mutat. 2017-ben a helybeliek 89,4%-a volt osztrák állampolgár; a külföldiek közül 1,3% a régi (2004 előtti), 2,1% az új EU-tagállamokból érkezett. 5,3% a volt Jugoszlávia (Szlovénia és Horvátország nélkül) vagy Törökország, 1,8% egyéb országok polgára volt. 2001-ben a lakosok 84,5%-a római katolikusnak, 1,6% evangélikusnak, 1,6% ortodoxnak, 7,8% mohamedánnak, 3,9% pedig felekezeten kívülinek vallotta magát. Ugyanekkor egy magyar élt a községben; a legnagyobb nemzetiségi csoportokat a német (89,6%) mellett a törökök (5,1%), a horvátok (2,9%) és a szerbek (1,6%) alkották.
A lakosság számának változása:

| 2016 | 3 788 |
| 2018 | 3 840 |

## Látnivalók
- az obergrünburgi Szt. György-plébániatemplom
- a leonsteini Szt. István-plébániatemplom
- a leonsteini kastély
- a leonsteini vár romjai
- a kovácsműhely-skanzen
- a nosztalgiavasútként működő egykori Steyrtalbahn vasútvonal és a grünburgi vasútállomás

## Fordítás
- Ez a szócikk részben vagy egészben  a   Grünburg című német Wikipédia-szócikk ezen változatának fordításán alapul.  Az eredeti cikk szerkesztőit annak laptörténete sorolja fel. Ez a jelzés csupán a megfogalmazás eredetét és a szerzői jogokat jelzi, nem szolgál a cikkben szereplő információk forrásmegjelöléseként.